# Rally Shalymar de 2009
El Rally Shalymar de 2009, oficialmente 19.º Rally Race Shalymar - Madrid, fue la decimonovena edición y la undécima ronda de la temporada 2009 del Campeonato de España de Rally. Fue también puntuable para el campeonato de Madrid, la Beca RMC, la Challenge Clio R3, la Cop Mitsubishi Evo y la Copa Suzuki Swift. Se celebró del 25 al 26 de noviembre y contó con un itinerario de once tramos que sumaban un total de 135 km cronometrados.
Con el título decidido, Sergio Vallejo cerró la temporada con una clara victoria en Madrid acompañado en el podio por Xavi Pons y Enrique García Ojeda. Vallejo aprovechó la rapidez de los tramos que favorecían a los vehículos GT y se impuso con su Porsche 997 GT3 sobre su compañero del equipo Nupel que pilotaba un Mitsubishi Lancer Evo X. La presencia de humedades en algunos tramos permitió a los vehículos de tracción integral ganar algo de terreno frente al Porsche de Vallejo. En la Copa Suzuki venció Aitor Fernández aunque el título fue para Esteban Vallín gracias a su tercer puesto. Por su parte Jonathan Pérez, sexto de la general, ganó en la categoría R3 y en la Challenge Renault Clio. En esta última el título fue para el andorrano Joan Vinyes que a pesar de abandonar por una avería elétrica, con tomar la salida en la prueba se aseguraba el triunfo.
Este fue el último año del Shalymar ya que al año siguiente la RFEDA la sustituyó por el Rally RACE Comunidad de Madrid organizada por el RACE.

## Itinerario
| Día   | Tramo | Nombre               | Distancia | Hora  | Ganador                             | Tiempo  | Líder          |
| ----- | ----- | -------------------- | --------- | ----- | ----------------------------------- | ------- | -------------- |
| Día 1 | TC1   | El Atazar            | 9.23 km   | 20:35 | Sergio Vallejo                      | 4:16.8  | Sergio Vallejo |
| Día 1 | TC2   | Canencia Sur         | 11.46 km  | 21:53 | Sergio Vallejo                      | 6:09.8  | Sergio Vallejo |
| Día 1 | TC3   | El Atazar            | 9.23 km   | 22:56 | Sergio Vallejo                      | 4:13.9  | Sergio Vallejo |
| Día 2 | TC4   | Puerto de Canencia   | 12.26 km  | 09:03 | Sergio Vallejo                      | 6:33.5  | Sergio Vallejo |
| Día 2 | TC5   | Puerto de Navafría   | 14.84 km  | 09:37 | Sergio Vallejo                      | 8:24.8  | Sergio Vallejo |
| Día 2 | TC6   | Puerto de Canencia   | 12.26 km  | 12:45 | Sergio Vallejo Enrique García Ojeda | 6:33.1  | Sergio Vallejo |
| Día 2 | TC7   | Puerto de Navafría   | 14.84 km  | 13:19 | Sergio Vallejo                      | 8:21.9  | Sergio Vallejo |
| Día 2 | TC8   | Circuito del Jarama  | 10.92 km  | 15:02 | Sergio Vallejo                      | 5:21.2  | Sergio Vallejo |
| Día 2 | TC9   | Puerto de Canencia   | 12.26 km  | 16:39 | Sergio Vallejo                      | 6:27.3  | Sergio Vallejo |
| Día 2 | TC10  | La Puebla-Robledillo | 17.44 km  | 17:51 | Xavier Pons                         | 10:16.5 | Sergio Vallejo |
| Día 2 | TC11  | Circuito del Jarama  | 10.92 km  | 18:59 | Sergio Vallejo                      | 5:41.3  | Sergio Vallejo |

## Clasificación final

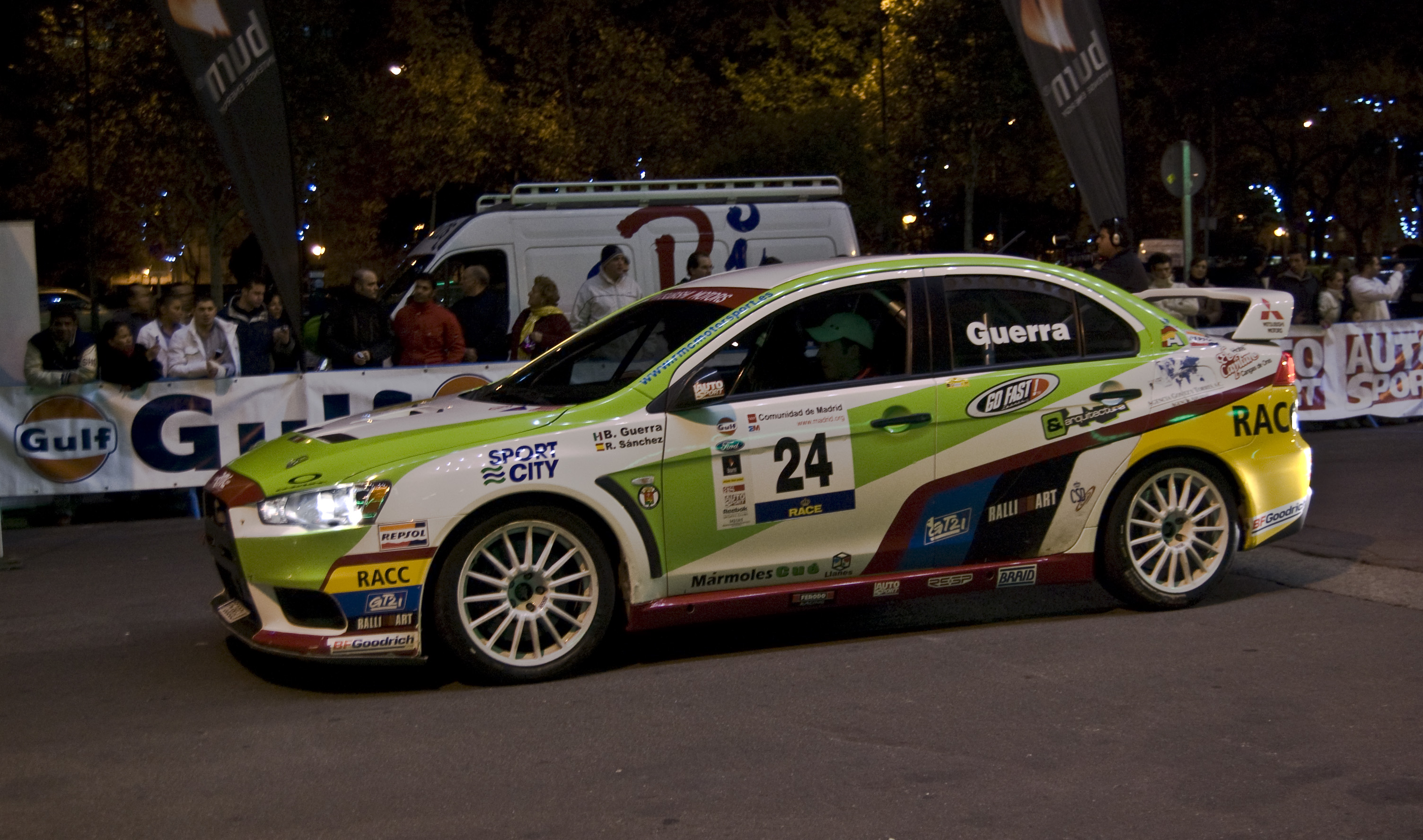
El mexicano Benito Guerra aunque fue vigésimo cuarto de la general venció en la categoría Producción Rallye Racing.

| Pos. | Piloto               | Copiloto          | Automóvil               | Tiempo    | Diferencia |
| ---- | -------------------- | ----------------- | ----------------------- | --------- | ---------- |
| 1.   | Sergio Vallejo       | Diego Vallejo     | Porsche 997 GT3 RS 3.6  | 1:12:26.7 | 0.0        |
| 2.   | Xavier Pons          | Álex Haro         | Mitsubishi Lancer Evo X | 1:13:29.6 | +1:02.9    |
| 3.   | Enrique García Ojeda | Jordi Barrabés    | Subaru Impreza STi N14  | 1:13:59.4 | +1:32.7    |
| 4.   | Alberto Hevia        | Alberto Iglesias  | Škoda Fabia S2000       | 1:14:40.9 | +2:14.2    |
| 5.   | Alberto Monarri      | Alberto Chamorro  | Subaru Impreza STi N14  | 1:15:11.3 | +2:44.6    |
| 6.   | Jonathan Pérez       | Enrique Velasco   | Renault Clio R3         | 1:19:04.5 | +6:37.8    |
| 7.   | Gorka Antxustegui    | Gabriel Suárez    | Suzuki Swift S1600      | 1:19:06.4 | +6:39.7    |
| 8.   | Rubén Gracia         | Diego Sanjuan     | Mitsubishi Lancer Evo X | 1:19:10.8 | +6:44.1    |
| 9.   | Fran Cima            | Alejandro Noriega | Renault Clio R3         | 1:19:21.1 | +6:54.4    |
| 10.  | Mario Ceballos       | Borja Rozada      | Subaru Impreza STi N14  | 1:19:55.0 | +7:28.3    |